# Ремез, Виктор Павлович
Виктор Павлович Ремез (исп. Victor Remez-Alonso; род. 30 июля 1954, Кривой Рог, Днепропетровская область) — специалист в области физической химии, радиохимии, доктор технических наук.
Внёс вклад в технологию получения селективных сорбентов, технологию их применения при переработке радиоактивных отходов и дезактивации территорий, загрязнённых радионуклидами в период ликвидации последствий аварии на Чернобыльской АЭС. Автор международных и российских патентов, ряд которых вошёл в список 100 лучших патентов России (2016, 2017).
Руководитель НПП «Эксорб» (Екатеринбург), научный руководитель двух проектов «Сколково», член международного союза радиоэкологии.

## Биография
Родился 30 июля 1954 года в городе Кривой Рог Днепропетровской области Украинской ССР. Отец — Ремез Павел Львович (1923—2022) родился в Забайкалье, участвовал в Великой Отечественной войне в звании старшего сержанта. Мать — Алонсо Расита (1928—2022) была вывезена в СССР в 1937 году вместе с другими испанскими детьми во время гражданской войны в Испании.
В 1971—1977 годах учился на Физико-техническом факультете Уральского политехнического института имени С. М. Кирова. В 1977—1979 годах под руководством академика Г. Н. Флерова участвовал в экспедициях Института ядерных исследований ОИЯИ (Дубна) по поиску сверхтяжёлых химических элементов в термальных водах полуострова Челекен в восточной части Каспийского моря. До 1984 года работал инженером-исследователем на кафедре радиохимии Института ядерной физики имени С. М. Кирова.

## Научная деятельность

### Первые разработки
В 1977—1983 годах в составе кафедры радиохимии УПИ имени С. М. Кирова участвовал в исследованиях ГЕОХИ имени В. И. Вернадского, имевших значение для обороны СССР. Участвовал в морских испытаниях методик определения радионуклидов цезия в морской воде. Созданная В. П. Ремезом методика и селективный сорбент марки «АНФЕЖ», в период ликвидации аварии на Чернобыльской АЭС были применены в практике радиохимического анализа сначала на территории 30-километровой зоны ЧАЭС, а затем на всей территории СССР. В дальнейшем, мониторинг радиоактивного загрязнения природных вод, с использованием сорбента «АНФЕЖ», нашёл широкое применение в радиохимических лабораториях разных стран, особенно, после публикаций статей о его эффективности при обследовании района затопления подводной лодки «Курск», при изучении радиоактивности морской среды в заливе Сан-Франциско и в прибрежных водах северо-восточной части Японии.

### Участие в ликвидации последствий ЧАЭС
В работах по ликвидации последствий Чернобыльской аварии, В. П. Ремез, заведующий лабораторией в химическом институте УНИХИМ с Опытным заводом, г. Свердловск (Екатеринбург) приглашён академиком В. А. Легасовым в проект создания установки переработки радиоактивных вод, образующихся на АЭС типа ВВЭР-1000 (1986). Результатом проекта стала разработка нового селективного сорбента марки «ФЕЖЕЛ», эффективность которого подтверждена испытаниями в 1986—1993 годах на Запорожской, Ровенской, Южно-Украинской, Калининской и Балаковской АЭС.
В 1988 года, являясь техническим директором советско-канадского предприятия «Компомет—Кентек», создал технологию промышленного производства сорбента «Бифеж». С этого времени в задачи предприятия входит организация промышленного производства селективных ветеринарных энтеросорбентов, необходимых для получения нормативно-чистой от радиоактивных загрязнений продукции животноводства. В 1988—1993 годах предприятие, совместно с институтом Биофизики Минздрава СССР и институтом ВНИИ сельхозрадиологии, провело испытания на эффективность и безопасность препарата «Бифеж» на радиационно загрязнённых территориях России и Беларуси. При активном участии В. П. Ремеза энтеросорбент «Бифеж» сертифицирован, как лечебное средство для сельскохозяйственных животных. Руководил производством крупнотоннажного производства препарата «Бифеж», использование которого защитило от уничтожения миллионы единиц крупного рогатого скота в 1993—2014 годах.

### НПП «Эксорб»
В 1993 году в Екатеринбурге создал научно-производственное предприятие «Эксорб» для производства селективных сорбентов с заданными свойствами. С 2001 года предприятие производит химическую основу энтеросорбента «Ферроцин», применяемого при отравлении радионуклидами и солями таллия. В процессе исследований на животных препаратов «Бифеж» и «Ферроцин», с соавторами установил, что применение этих энтеросорбентов, содержащих несколько форм железа, приводит к значительному улучшению кроветворных функций, увеличивает содержание гемоглобина и ферритина в крови без проявления побочных эффектов. Так был создал новый препарат для лечения анемии, изучено его антианемическое действие.
C 2011 года с сотрудниками разработали и изготовили десятки тонн необходимых сорбционных материалов для ликвидации последствий аварии на АЭС Фукусима-1. С 2014 года создано семейство селективных сорбентов, дезактивирующих жидкие радиоактивные отходы сложного состава. Созданные материалы прошли испытания на площадках РосРАО, на Кольской АЭС, Белоярской АЭС, Чернобыльской АЭС, на ЯЭУ-БН-350 (Актау), на ядерных объектах Германии, Франции, Испании и Чехии.

### Научные труды
- В. П. Ремез. Охрана окружающей среды от радиоактивных загрязнений путем создания и применения целлюлозно-неорганических сорбентов. Дисс. докт. техн. наук. Спец. 11.00.11. Екатеринбург. — 1991.
- В. П. Ремез / Совместное советско-канадское предприятие «Компомет-Кентек». Способ получения композитных сорбентов и композитный сорбент // Патент РФ, № 2 021 009. — приоритет 15.10.1994. — С. 1—5.
- V. P. Remez., Yu. A. Sapozhnikov. The rapid determination of caesium radionuclides in water systems using composite sorbents // Applied Radiation and Isotopes. — 1996. — Т. 47, № 9—10. — С. 885—886.
- В. П. Ремез, И. Г. Данилова, И. Ф. Гетте, С. А. Бриллиант, В. А. Поздина. Антианемическое действие композиции, содержащей гексацианоферрат железа-калия-натрия, сульфат железа, сульфат калия и фармакопейную микроцеллюлозу // Химико-фармацевтический журнал. — 2021. — Т. 55, № 4.

## Награды
- Изобретатель СССР;
- Заслуженный изобретатель Российской Федерации (№ 1019[16], 21.09.2002) — за создание технологий, защитивших миллионы граждан России от опасных последствий Чернобыльской катастрофы.